# Unión Social Alemana (1956-1962)
La Unión Social Alemana (en alemán: Deutsch-Soziale Unión, DSU) fue un partido político strasserista fundado en Alemania Occidental en 1956 por Otto Strasser. Fue disuelto en 1962.

## Historia

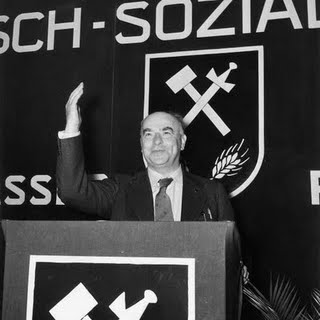
Otto Strasser en un acto de la DSU

Fue fundado el 17 de junio de 1956 en Miltenberg por Otto Strasser, que anteriormente había pertenecido al ala izquierdista del Partido Nacionalsocialista Obrero Alemán (NSDAP) y luego había liderado el Frente Negro, ya como opositor al régimen de Adolf Hitler. Bajo el liderazgo de Strasser, este dirigió el partido de manera autoritaria, logrando imponer su voluntad dentro de la formación. A partir de 1956, el partido también contó con una publicación oficial denominada "Deutsche Freiheit" y formó asociaciones y suborganizaciones de seguidores en varias ciudades importantes del país. La DSU creó divisiones estatales en todos los estados de Alemania occidental. Sin embargo, las actividades políticas emanaron principalmente de las asociaciones estatales de Baviera, Baden-Wurtemberg, Renania-Palatinado, Sarre y especialmente en Renania del Norte-Westfalia. No obstante, su membresía total no superó los 650 miembros.
Con el objetivo de no caer en un personalismo hacia la figura de Strasser, en 1959 el liderazgo del partido quedó en manos de un Comité Ejecutivo de tres miembros. Al año siguiente Johann Löw fue elegido como nuevo presidente del partido, mientras Strasser fungiría como presidente honorario. En 1961 Erhard Kliese asumió como nuevo líder, pero posteriormente dejaría la formación junto a sus seguidores para fundar el Partido de los Trabajadores Independientes (UAP).
La participación electoral del partido fue escasa. Solo participó en las elecciones estatales de Renania del Norte-Westfalia de 1958 (0.0 por ciento y 540 votos).
En marzo de 1962, la DSU optó en su conferencia de partido en Butzbach por autodisolverse, lo cual se concretó el 25 de mayo de ese año.

## Ideología
De ideología strasserista, promovió una plataforma nacionalista y neutralista, abogando por una reunificación alemana basada en la "neutralidad soberana". La DSU persiguió el socialismo nacional con raíces antimarxistas y cristianas y una concepción centralizada del Estado.  También mantuvo una fuerte posición en contra del parlamentarismo.